# マグネシウム-プロトポルフィリンIX モノメチルエステル(酸化的)シクラーゼ
マグネシウム-プロトポルフィリンIX モノメチルエステル(酸化的)シクラーゼ（magnesium-protoporphyrin IX monomethyl ester (oxidative) cyclase）は、ポルフィリン、クロロフィル代謝酵素の一つで、次の化学反応を触媒する酸化還元酵素である。
- (1a) マグネシウム-プロトポルフィリンIX 13-モノメチルエステル + NADPH + H+ + O2 {\displaystyle \rightleftharpoons } 131-ヒドロキシ-マグネシウム-プロトポルフィリンIX 13-モノメチルエステル + NADP+ + H2O
- (1b) 131-ヒドロキシ-マグネシウム-プロトポルフィリンIX 13-モノメチルエステル + NADPH + H+ + O2 {\displaystyle \rightleftharpoons } 131-オキソ-マグネシウム-プロトポルフィリンIX 13-モノメチルエステル + NADP+ + 2 H2O
- (1c) 131-オキソ-マグネシウム-プロトポルフィリンIX 13-モノメチルエステル + NADPH + H+ + O2 {\displaystyle \rightleftharpoons } ジビニルプロトクロロフィリド + NADP+ + 2 H2O

反応式の通りマグネシウム-プロトポルフィリンIX 13-モノメチルエステルが最終的にジビニルプロトクロロフィリドまで酸化される。
組織名はmagnesium-protoporphyrin-IX 13-monomethyl ester,NADPH:oxygen oxidoreductase (hydroxylating)で、別名にMg-protoporphyrin IX monomethyl ester (oxidative) cyclaseがある。